# Mistrzostwa Świata w Wioślarstwie 2008 – dwójka ze sternikiem mężczyzn
Dwójka ze sternikiem mężczyzn (M2+) – konkurencja rozgrywana podczas Mistrzostw Świata w Wioślarstwie 2008 w Linz między 22 a 27 lipca.

## Harmonogram konkurencji
Wszystkie godziny w czasie letnim (UTC+2)
| Wydarzenie               | Runda         |
| ------------------------ | ------------- |
| Wtorek, 22 lipca 2008    | Eliminacje    |
| Środa, 23 lipca 2008     | Repasaże      |
| Piątek, 25 lipca 2009    | Półfinały A/B |
| Niedziela, 27 lipca 2009 | Finał B       |
| Niedziela, 27 lipca 2009 | Finał A       |

## Medaliści
| Złoto                                                  | Srebro                                                       | Brąz                                                           |
| Kanada · Gabriel Bergen · James Dunaway · Mark Laidlaw | Francja · Sébastien Lenté · Benjamin Lang · Benjamin Manceau | Australia · Nicholas Baxter · Fergus Pragnell · Hugh Rawlinson |

## Wyniki

### Eliminacje
Reguła kwalifikacji: 1-3 → PA/B, 4.. → R

#### Eliminacje 1
| Miejsce | Zawodnik                                               | Kraj     | Czas    | Uwagi |
| ------- | ------------------------------------------------------ | -------- | ------- | ----- |
| 1       | Gabriel Bergen James Dunaway Mark Laidlaw              | Kanada   | 7:04,05 | PA/B  |
| 2       | Aldo Tramontano Valerio Massimo Gianluca Barattolo     | Włochy   | 7:06,08 | PA/B  |
| 3       | Andrij Iwanczuk Iwan Tymko Jurij Panczuk               | Ukraina  | 7:06,69 | PA/B  |
| 4       | James Wall Alan Martin Michael Griffin                 | Irlandia | 7:20,00 | R     |
| 5       | Alexandr Bucico Dmitri Bezdetnii Constantin Gamalitchi | Mołdawia | 7:31,28 | R     |

#### Eliminacje 2
| Miejsce | Zawodnik                                             | Kraj      | Czas    | Uwagi |
| ------- | ---------------------------------------------------- | --------- | ------- | ----- |
| 1       | Nicholas Baxter Fergus Pragnell Hugh Rawlinson       | Australia | 7:03,73 | PA/B  |
| 2       | Lenko Dragojević Vitomir Čavrlj Filip Čeh            | Chorwacja | 7:05,65 | PA/B  |
| 3       | Marko Marjanović Čedomir Nikitović Marko Milovanović | Serbia    | 7:06,53 | PA/B  |
| 4       | Ákos Haller János Tari Sándor Baka                   | Węgry     | 7:07,01 | R     |
| 5       | Jakub Zof Jakub Friedberger Oldřich Hejdušek         | Czechy    | 7:30,42 | R     |

#### Eliminacje 3
| Miejsce | Zawodnik                                        | Kraj              | Czas    | Uwagi |
| ------- | ----------------------------------------------- | ----------------- | ------- | ----- |
| 1       | Łukasz Kardas Dawid Pacześ Paweł Lipowski       | Polska            | 7:00,08 | PA/B  |
| 2       | Theodore Farwell Benjamin Harrison Vincent Puma | Stany Zjednoczone | 7:01,69 | PA/B  |
| 3       | Sébastien Lenté Benjamin Lang Benjamin Manceau  | Francja           | 7:01,70 | PA/B  |
| 4       | Matej Rodela Boštjan Božič Ptah Butinar         | Słowenia          | 7:04,18 | R     |

### Repasaże
Reguła kwalifikacji: 1-3 → PA/B, 4... → FC
| Miejsce | Zawodnik                                               | Kraj     | Czas    | Uwagi |
| ------- | ------------------------------------------------------ | -------- | ------- | ----- |
| 1       | Matej Rodela Boštjan Božič Ptah Butinar                | Słowenia | 7:19,82 | PA/B  |
| 2       | Ákos Haller János Tari Sándor Baka                     | Węgry    | 7:22,88 | PA/B  |
| 3       | James Wall Alan Martin Michael Griffin                 | Irlandia | 7:24,63 | PA/B  |
| 4       | Jakub Zof Jakub Friedberger Oldřich Hejdušek           | Czechy   | 7:28,86 | FC    |
| 5       | Alexandr Bucico Dmitri Bezdetnii Constantin Gamalitchi | Mołdawia | 7:40,29 | FC    |

### Półfinały A/B
Reguła kwalifikacji: 1-3 → FA, 4... → FB

#### Półfinały A/B 1
| Miejsce | Zawodnik                                             | Kraj              | Czas    | Uwagi |
| ------- | ---------------------------------------------------- | ----------------- | ------- | ----- |
| 1       | Gabriel Bergen James Dunaway Mark Laidlaw            | Kanada            | 7:12,11 | FA    |
| 2       | Nicholas Baxter Fergus Pragnell Hugh Rawlinson       | Australia         | 7:14,08 | FA    |
| 3       | Andrij Iwanczuk Iwan Tymko Jurij Panczuk             | Ukraina           | 7:14,19 | FA    |
| 4       | Theodore Farwell Benjamin Harrison Vincent Puma      | Stany Zjednoczone | 7:14,48 | FB    |
| 5       | Marko Marjanović Čedomir Nikitović Marko Milovanović | Serbia            | 7:22,55 | FB    |
| 6       | James Wall Alan Martin Michael Griffin               | Irlandia          | 7:25,80 | FB    |

#### Półfinały A/B 2
| Miejsce | Zawodnik                                           | Kraj      | Czas    | Uwagi |
| ------- | -------------------------------------------------- | --------- | ------- | ----- |
| 1       | Aldo Tramontano Valerio Massimo Gianluca Barattolo | Włochy    | 7:11,84 | FA    |
| 2       | Sébastien Lenté Benjamin Lang Benjamin Manceau     | Francja   | 7:13,46 | FA    |
| 3       | Łukasz Kardas Dawid Pacześ Paweł Lipowski          | Polska    | 7:13,64 | FA    |
| 4       | Lenko Dragojević Vitomir Čavrlj Filip Čeh          | Chorwacja | 7:15,49 | FB    |
| 5       | Matej Rodela Boštjan Božič Ptah Butinar            | Słowenia  | 7:18,19 | FB    |
| 6       | Ákos Haller János Tari Sándor Baka                 | Węgry     | 7:19,06 | FB    |

### Finał C
| Miejsce | Zawodnik                                               | Kraj     | Czas | Uwagi |
| ------- | ------------------------------------------------------ | -------- | ---- | ----- |
| 1       | Jakub Zof Jakub Friedberger Oldřich Hejdušek           | Czechy   |      |       |
| 2       | Alexandr Bucico Dmitri Bezdetnii Constantin Gamalitchi | Mołdawia |      |       |

### Finał B
| Miejsce | Zawodnik                                             | Kraj              | Czas    | Uwagi |
| ------- | ---------------------------------------------------- | ----------------- | ------- | ----- |
| 1       | Ákos Haller János Tari Sándor Baka                   | Węgry             | 7:14,62 |       |
| 2       | Marko Marjanović Čedomir Nikitović Marko Milovanović | Serbia            | 7:16,08 |       |
| 3       | Theodore Farwell Benjamin Harrison Vincent Puma      | Stany Zjednoczone | 7:16,23 |       |
| 4       | Matej Rodela Boštjan Božič Ptah Butinar              | Słowenia          | 7:18,58 |       |
| 5       | Lenko Dragojević Vitomir Čavrlj Filip Čeh            | Chorwacja         | 7:21,27 |       |
| 6       | James Wall Alan Martin Michael Griffin               | Irlandia          | 7:22,72 |       |

### Finał A
| Miejsce | Zawodnik                                           | Kraj      | Czas    | Uwagi |
| ------- | -------------------------------------------------- | --------- | ------- | ----- |
|         | Gabriel Bergen James Dunaway Mark Laidlaw          | Kanada    | 7:06,69 |       |
|         | Sébastien Lenté Benjamin Lang Benjamin Manceau     | Francja   | 7:08,64 |       |
|         | Nicholas Baxter Fergus Pragnell Hugh Rawlinson     | Australia | 7:09,30 |       |
| 4       | Aldo Tramontano Valerio Massimo Gianluca Barattolo | Włochy    | 7:11,26 |       |
| 5       | Łukasz Kardas Dawid Pacześ Paweł Lipowski          | Polska    | 7:17,92 |       |
| 6       | Andrij Iwanczuk Iwan Tymko Jurij Panczuk           | Ukraina   | 7:18,03 |       |